# Hospital Santiago Apóstol (Miranda de Ebro)
El Hospital Santiago Apóstol es un centro hospitalario de la ciudad de Miranda de Ebro. El actual edificio fue construido en el año 1988 sobre un solar de 31 900 m². Posee 127 camas en habitaciones dobles e individuales y presta sus servicios a una población estimada de 65 000 personas. Debido a su carácter comarcal, el hospital depende de su centro de referencia, que es el Hospital Universitario de Burgos, en la capital provincial.
Además del edificio del hospital, el servicio del Hospital Santiago Apóstol también está constituido por el Centro de Especialidades Periférico ubicado en Villarcayo.

## Historia
Los primeros datos de un hospital en Miranda de Ebro datan del siglo XVI, en concreto e 1557 cuando fue fundado un hospital para pobres siempre que éstos fueran vecinos de la entonces villa. Los pacientes eran enfermos graves con patologías incurables en aquel momento. Comenzó con 16 camas aunque fue decayendo hasta llegar a 6 camas en 1765.
A comienzos del siglo XIX se puso solución a este declive y se decidió que éste hospital se uniese el Hospital del Chantre, suceso que ocurrió en 1804. En 1807 ambas instituciones ya aparecen juntas con un nombre común: Hospital de Santiago. Podemos decir que esa fecha es la de fundación del actual hospital.
En 1855 llegaron al centro un conjunto de monjas de la congregación de las Siervas de Jesús procedente de Vitoria. Llegaron para tratar una epidemia de cólera aunque se quedaron hasta 1988 cuando fue derruido el edificio. En 1912 el edificio sufrió una amplia remodelación aunque en 1914 sufrió un derrumbe de buena parte de la estructura. Aquel mismo año fue reconstruido.
En 1974 el hospital pasó a ser gestiado por Ministerio de Sanidad y también se derribó el antiguo edificio, conservando las ampliaciones de 1914 junto a un nuevo inmueble. En 1988 se terminó el nuevo Hospital Comarcal Santiago Apóstol en la pedanía de Orón, produciéndose el traslado el 16 de mayo de aquel año. El viejo edificio fue derrumbado y se construyó una residencia de la tercera edad en su lugar.
El nuevo edificio de 1988 fue diseñado por Antonio Alonso Taboada, Joaquín Vaamonde Prada y Julián Arranz Ayuso sobre una parcela de 31 000 m². El hospital se inauguró con un total de 13 668 m².
En febrero de 2011 se iniciaron las obras de ampliación y reforma proyectadas por los arquitectos Julian Arranz Ayuso, Carlos Mª Sobrini Sagaseta de Ilurdoz y Jesús Jiménez Pazos. Esta ampliación dotó de 7400 m² de nueva construcción, que se inauguraron dos años después de iniciarse las obras, en febrero de 2013, completándose posteriormente con 1800 m² de reforma interior.

## Especialidades
| - Análisis clínicos - Anatomía patológica - Anestesiología y reanimación - Bioquímica clínica - Cardiología - Cirugía general y digestiva - Dermatología - Farmacología clínica - Geriatría - Hematología y Hemoterapia - Medicina interna - Microbiología y Parasitología | - Neumología - Obstetricia y ginecología - Oncología - Oftalmología - Otorrinolaringología - Pediatría - Radiodiagnóstico - Rehabilitación - Traumatología y cirugía ortopédica - Urgencias - Urología |

## Equipamiento técnico
- 1 TAC
- 2 Ecógrafos
- 1 Ecocardiógrafo